# Tang Jingsong
Tang Jingsong (chino tradicional: 唐景崧; chino simplificado: 唐景嵩, pinyin: Tang Jǐngsōng) (1841-1903) fue un general y estadista chino. Él ordenó al Ejército de Yunnan, en la guerra franco-china (desde agosto de 1884 hasta abril de 1885), y realizó una importante contribución al esfuerzo militar de China en Tonkin por persuadir al líder de las Banderas Negro Liu Yongfu para servir bajo el mando de China. Su inteligente, aunque finalmente sin éxito, la dirección del sitio de Tuyen Quang (noviembre 1884-marzo 1885) fue elogiado ampliamente. Más tarde se convirtió en gobernador de la provincia china de Taiwán. A raíz de la cesión de China de Taiwán a Japón a finales de la primera guerra sino-japonesa (1894-1895) fue nombrado presidente de la efímera República de Formosa.